# Conophyma transiliense
Conophyma transiliense is een rechtvleugelig insect uit de familie Dericorythidae. De wetenschappelijke naam van deze soort is voor het eerst geldig gepubliceerd in 1978 door Naumovich.